# Consejo Nacional para Investigaciones Científicas y Tecnológicas
El Consejo Nacional para Investigaciones Científicas y Tecnológicas conocido por las siglas CONICIT fue una institución autónoma de la República de Costa Rica que fomenta y promueve la investigación en sus distintas áreas del quehacer científico y tecnológico. Además, administra los fondos que se realizan proyectos de investigación en distintas áreas como biología, química, física, matemática, entre otras.
Fue creada el 22 de agosto de 1972, bajo la administración del Presidente José Figueres Ferrer, con el fin de que una institución promoviera el espíritu investigativo, creador e innovador en el campo científico como tecnológico y abre sus puertas al público el 1 de agosto de 1973.
Mediante la Ley Número 9971, el CONICIT se convirtió en la Promotora Costarricense de Innovación e Investigación.

## CONICIT, Costa Rica

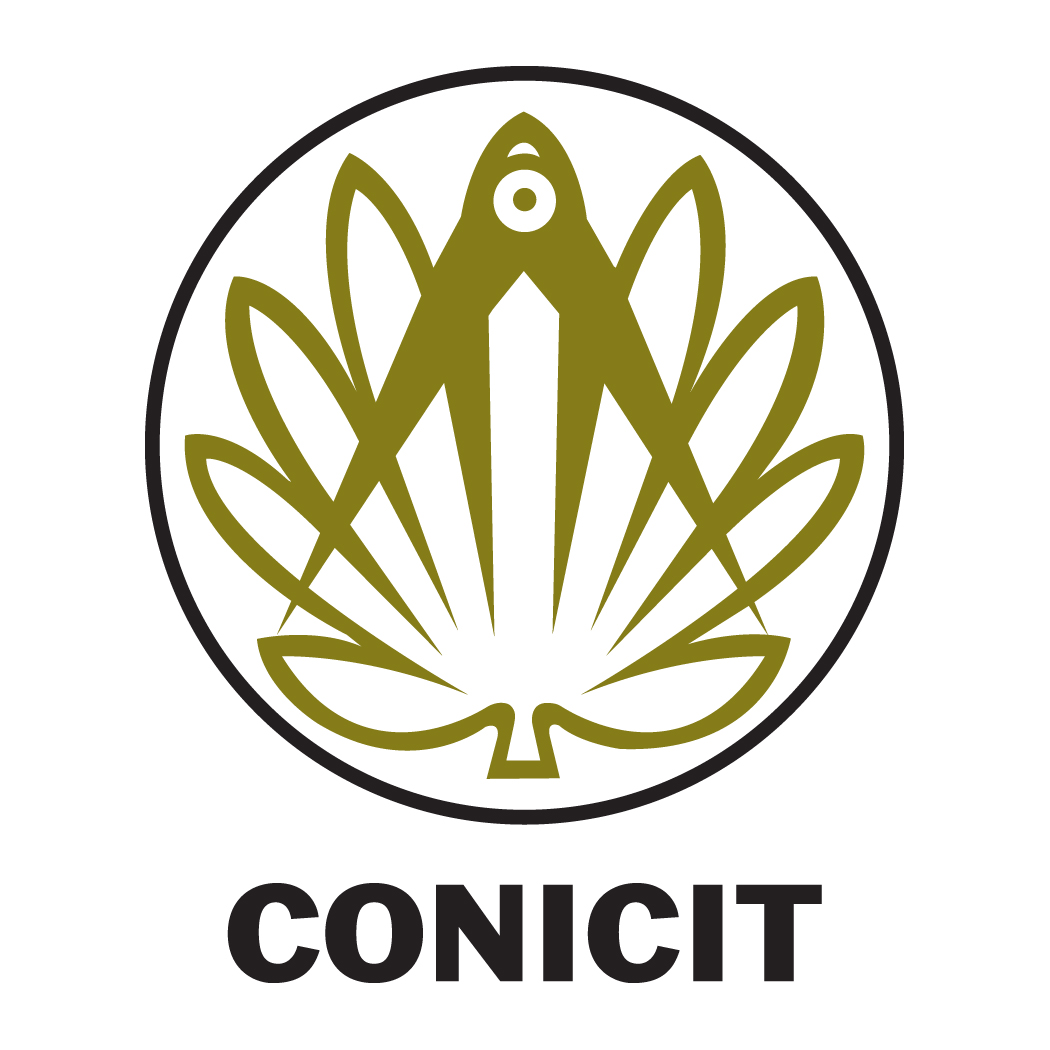
Logotipo del CONICIT de Costa Rica

El CONICIT es presidido por un Consejo Director, máximo órgano jerárquico de la Institución, integrado por cinco miembros, quienes duran en sus cargos cinco años y pueden ser reelectos. Su nombramiento lo hace el Consejo de Gobierno; se renueva uno cada año. Sus funciones son ejercidas con absoluta independencia según la normativa vigente.
La estructura administrativa, la encabeza una Secretaria Ejecutiva con el apoyo de la Asesoría Legal y la Unidad de Planificación. Dos direcciones, una de Promoción de Ciencia Tecnología e Innovación y otra de Soporte Administrativo. La Dirección de Promoción de Ciencia Tecnología e Innovación está integrada por las unidades de Gestión del Financiamiento, Evaluación Técnica, Gestión de la Información y por Vinculación y Asesoría. La Dirección de Soporte Administrativo la conforman las Unidades de Gestión del Desarrollo Humano; Finanzas; Recursos Materiales y Servicios y por Tecnologías de Información y Comunicación.
Actualmente, el Consejo Director es presidido por la Dra. Giselle Tamayo Castillo.
- Presidencia del Consejo Director Archivado el 24 de noviembre de 2020 en Wayback Machine.
- Quienes somos

Misión Institucional:
Promover la generación de innovación y conocimiento en ciencia y tecnología para mejorar la calidad de vida y el desarrollo sostenible de la sociedad costarricense.
Visión Institucional:
Hacemos crecer, de forma sostenible, a Costa Rica con la ciencia, la tecnología y la innovación.
- Estructura organizacional del CONICIT
- Marco legal del CONICIT
- CONTACTENOS Archivado el 11 de junio de 2021 en Wayback Machine.
- Sala de Prensa

## Premios CONICIT
1. Premio de Periodismo en Ciencia, Tecnología e Innovación: Se instauró el 30 de septiembre de 1981, y se otorga
cada 2 años al mejor trabajo periodístico realizado en materia de promoción de la ciencia, la tecnología e innovación
del país.
El premio se concibió como un reconocimiento para los periodistas interesados en difundir el quehacer científico, tecnológico y de innovación del país y en apoyar el proceso de alfabetización científica y tecnológica, ya fuera por la prensa escrita, la radio, televisión o la Internet. Las candidaturas se presentan según las condiciones de una convocatoria pública.
- Información sobre el Premio de periodismo en Ciencia, Tecnología e Innovación
- Reglamento: Premio de periodismo en Ciencia, Tecnología e Innovación
- Ganadores del Premio de Periodismo en Ciencia, Tecnología e Innovación

2. Premio TWAS/CONICIT para Científicos Jóvenes: Se estableció el 5 de abril de 1989, se otorgó hasta el año 2018 a científicos menores
de 40 años de manera rotativa cada año, en las áreas de biología, química, física y matemática. Adicionalmente, es patrocinado por TWAS (Academia de Ciencias para el Mundo en Desarrollo) y el CONICIT.
Su principal objetivo fue promover la dedicación al quehacer científico y fortalecer la capacidad endógena de producir ciencia y evitar la fuga de profesionales a otros países con mejores condiciones de trabajo.
- Ganadores del Premio TWAS/CONICIT para científicos jóvenes

3. Premio a las Empresas Editoriales en Ciencia y Tecnología: Se crea en el año 1993, y se otorga cada 2 años a aquella empresa editorial que haga la mejor labor en difusión de obras en el quehacer científico y tecnológico.
Este premio busca incentivar la difusión del conocimiento por medio de la edición, publicación y distribución de materiales bibliográficos de interés científico y tecnológico; y de reconocer la labor de las empresas editoriales que se destaquen en este ámbito.
- Reglamento: Premio Empresas Editoriales
- Ganadores del Premio a las Empresas Editoriales en Ciencia y Tecnología

4. Premio en Innovación y Tecnología: Se originó el 4 de junio de 2001, en conjunto con la Cámara de Industrias de Costa Rica.
Asimismo, se cede a aquellos emprendedores PYMES que hayan mejorado en su desempeño de forma trascendental.
El objetivo es premiar mediante una dotación económica a las PYMES participantes en el Programa y Premio a la Excelencia que muestren una mejora sustancial de su desempeño en la categoría de "Innovación y Tecnología".
- Ganadores al Premio en Innovación y Tecnología

## Boletines Digitales
- Boletín de Ciencia y Tecnología

- Reporte del Registro Científico y Tecnológico Archivado el 11 de junio de 2021 en Wayback Machine.

- Alerta Bibliográfica

## Información en línea
- Sistema de Información Científica del CONICIT

- Registro Científico y Tecnológico (RCT)

- RCT Consulta Archivado el 29 de septiembre de 2020 en Wayback Machine.
- RCT Datos Archivado el 19 de octubre de 2020 en Wayback Machine.
- Talento Costa Rica Archivado el 5 de mayo de 2019 en Wayback Machine.
- Biblioteca Virtual